# 3206 Вухан
3206 Вухан (енгл. 3206 Wuhan) је астероид главног астероидног појаса са средњом удаљеношћу од Сунца која износи 2,553 астрономских јединица (АЈ).
Апсолутна магнитуда астероида је 13,6.